# Sedletín
Sedletín är en ort i Tjeckien.   Den ligger i regionen Vysočina, i den centrala delen av landet, 90 km sydost om huvudstaden Prag. Sedletín ligger 572 meter över havet och antalet invånare är 297.
Terrängen runt Sedletín är huvudsakligen platt, men åt nordost är den kuperad. Sedletín ligger uppe på en höjd.Runt Sedletín är det ganska tätbefolkat, med 104 invånare per kvadratkilometer. Närmaste större samhälle är Chotěboř, 7,7 km öster om Sedletín. I omgivningarna runt Sedletín växer i huvudsak blandskog.